# Volksschule Julius-Meinl-Gasse

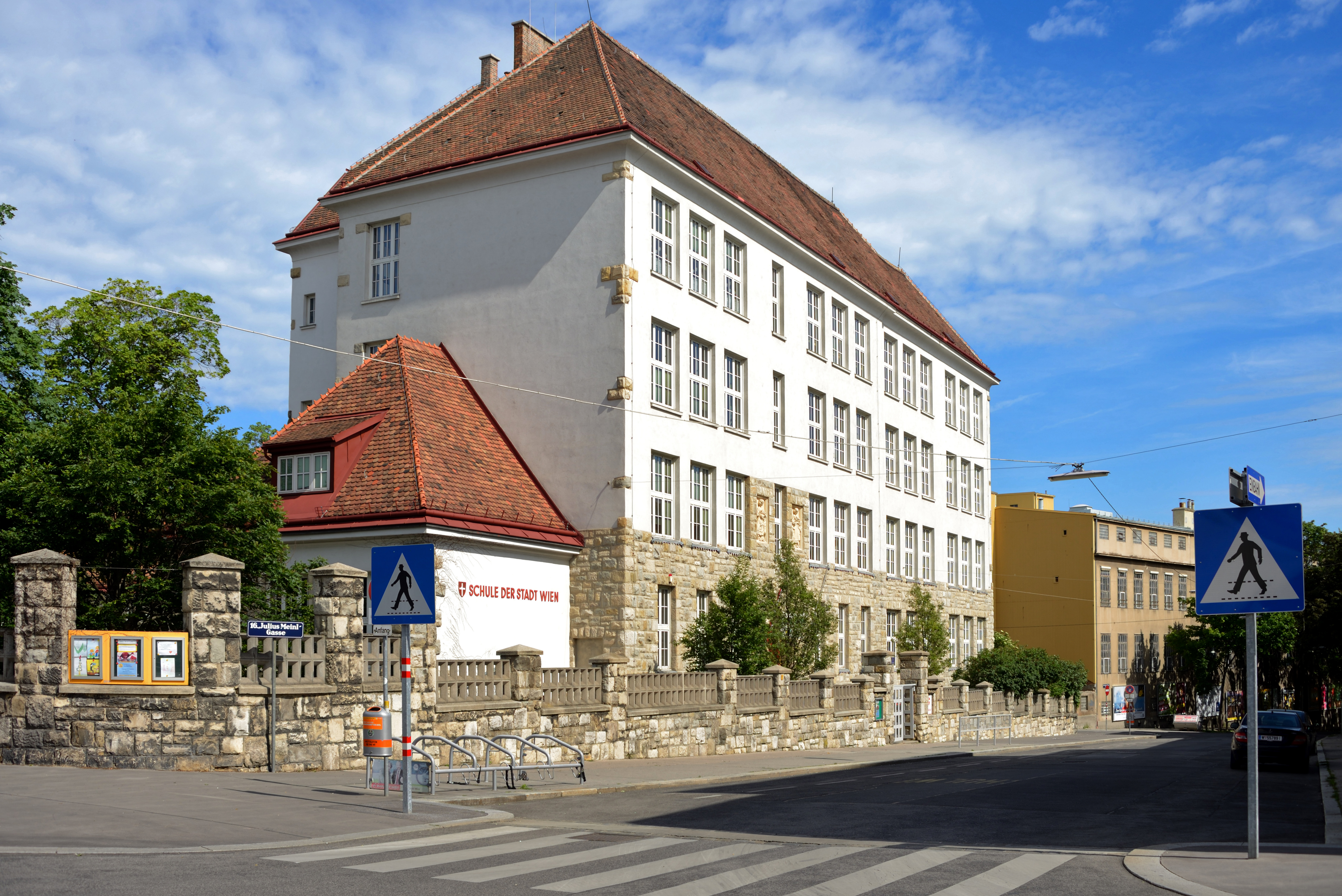
Volksschule Julius-Meinl-Gasse Ecke Seeböckgasse

Die Volksschule Julius-Meinl-Gasse ist eine Volksschule im 16. Wiener Gemeindebezirk Ottakring. Über 300 Kinder werden in 13 Jahrgangsklassen von 30  Lehrern unterrichtet.  Das Schulgebäude steht unter Denkmalschutz (Listeneintrag).

## Architektur und Gebäude
Das Schulgebäude ist im Heimatstil erbaut und denkmalgeschützt. Hackelsteine verzieren die Fassade. Das Haus verfügt über 3 Stockwerke mit 13 Klassenräumen, Bibliothek, Turnsaal, zwei Werkräume und einen großen Schulhof mit einem Käfig-Sportplatz für Fußball und Basketball.
In jedem Stockwerk befindet sich ein verfliester Trinkstrahlbrunnen mit Kröten als Wasserspeier. Das gab der Schule auch den Spitznamen „Krotenschul“.

## Geschichte
Die heutige Volksschule wurde am 16. September 1913 in der Nauseagasse 49 als Mädchenschule eröffnet. Auf der gegenüberliegenden Seite des Schulhofes wurde in der Odoakergasse die Schule für Knaben erbaut. Der Schulhof wird von beiden Schulen gemeinsam genutzt. Im Winter wurde der Schulhof früher als Eislaufplatz genutzt.

## Pädagogische und organisatorische Angebote
- Schwerpunktklassen: Musikerziehung, Bewegung und Sport, Therapiehund-Klasse, Bildnerisches Gestalten
- Englisch ab der ersten Schulstufe
- Französisch als Unverbindliche Übung
- Offene Lernformen, Interessen- und Begabungsförderung, Ateliertage
- Projektwochen und Projekttage, Sportangebote von Vereinen am Nachmittag, Singschulangebot
- Frühaufsicht, Zusammenarbeit mit Horten